# Jindřich Staněk
Pour les articles homonymes, voir Staněk.
Jindřich Staněk, né le 27 avril 1996 à Strakonice en Tchéquie, est un footballeur international tchèque qui évolue au poste de gardien de but au SK Slavia Prague.

## Biographie

### Carrière en club
Né à Strakonice en Tchéquie, Jindřich Staněk est formé par le Sparta Prague mais n'y joue aucun match en professionnel avant de rejoindre en janvier 2014 l'Angleterre, pour signer en faveur de l'Everton FC.
En septembre 2016, Staněk fait son retour dans son pays natal en signant avec le club de ses débuts, le Dynamo České Budějovice, où il a dans un premier temps un rôle de doublure avant de s'imposer comme un titulaire dans les buts.
Le 8 janvier 2020 il est prêté au Viktoria Plzeň pour une durée de six mois. Il joue son premier match pour le Viktoria le 5 juillet 2020 contre le FC Baník Ostrava, en championnat. Titulaire, il garde sa cage inviolée (0-0 score final).
Le 3 janvier 2021, Jindřich Staněk rejoint définitivement le Viktoria Plzeň. Le portier signe un contrat de deux ans et demi.
Le 5 janvier 2024, Jindřich Staněk rejoint le SK Slavia Prague. Il signe un contrat courant jusqu'en juin 2027.

### En équipe nationale
Jindřich Staněk représente l'équipe de Tchéquie des moins de 17 ans, jouant un total de cinq matchs, tous en 2012.
Le 5 septembre 2021, Jindřich Staněk honore sa première sélection avec l'équipe nationale de Tchéquie contre la Belgique. Il entre en jeu à la place de Tomáš Vaclík, sorti sur blessure, et son équipe s'incline par trois buts à zéro ce jour-là. Il fête sa première titularisation le 8 septembre suivant, lors d'un match amical contre l'Ukraine où les deux équipes se neutralisent (1-1),.
Il est retenu dans la liste des 26 joueurs tchèques du sélectionneur Ivan Hašek pour participer à l'Euro 2024. Titulaire sur l'ensemble des matchs (Portugal, Turquie et Géorgie), il sera éliminé avec son équipe dès le premier tour.  